# Jakub Paleolog
Jakub Paleolog (gr.: Ιάκωβος Παλαιολόγος, także: Giacomo Palaiologo, Jacob Palaiologos, Paleolog z Korfu) (ur. w 1520 na Chios, zm. 25 maja 1585 w Rzymie) – w początkowym okresie dominikanin, później unitariański działacz reformacyjny (m.in. braci polskich). Działał we Włoszech, Czechach, Siedmiogrodzie i Polsce. Stracony z wyroku inkwizycji, uznawany za męczennika za wiarę.
Z pochodzenia był Grekiem i naturalizowanym Polakiem.

## Życiorys

### Dzieciństwo i młodość
Jakub Paleolog urodził się w greckiej rodzinie na wyspie Chios. Nosił takie samo nazwisko co cesarze z ostatniej dynastii panującej w Bizancjum, co pomagało mu w decydujących momentach jego życia, jednak najprawdopodobniej nie pochodził z rodziny cesarskiej. Jego ojciec był biednym rzemieślnikiem, a matka służącą w domu Giustinianich – bogatych kupców z Genui (stąd włoska forma jego imienia i nazwiska).
Jakub uczył się zarówno greki, jak i zachodnioeuropejskich języków i kultury. Z pomocą swoich nauczycieli, zakonników z klasztoru dominikanów, wyjechał na studia do Genui, a następnie do Ferrary i Bolonii, co przyczyniło się do tego, że on również został dominikaninem.

### Dominikanin
W latach 40. XVI wieku był dominikaninem, zwanym Fra Giacomo, w klasztorze na swojej ojczystej wyspie Chios, ale prawdopodobnie już wtedy nie był całkowicie wierny doktrynie Kościoła katolickiego. Na Chios, gdzie mieszkali przedstawiciele wielu narodowości i religii, zetknął się nie tylko z prawosławiem, lecz również z judaizmem i islamem. Te dwie ostatnie religie znacznie wpłynęły na jego poglądy i podważyły jego wiarę w Trójcę Świętą.
Kiedy delegaci  Świętego Oficjum (inkwizycji) przybyli z Rzymu  na Chios, Fra Giacomo stanowczo przeciwstawił się ich ingerencji. Uważał, że szerzenie nietolerancji religijnej przez inkwizycję na Chios sprowadzi inwazję tureckich wojsk w obronie muzułmanów, co faktycznie później nastąpiło w 1566, gdy Turcy dokonali masakry 30 tysięcy wyspiarzy.
Jakub Paleolog wysunął też śmiałą, aczkolwiek ryzykowną propozycję, aby inkwizycja zapoczątkowała dialog zarówno z żydami jak i muzułmanami na Chios.

### Pierwszy proces o herezję
Paleolog nie wiedział, że jego nazwisko, jako podejrzewanego o herezję, figurowało już na liście inkwizycji (pierwsze donosy pochodziły z okresu jego studiów w Ferrarze). Dowiedział się o tym dopiero w 1557, gdy mieszkał w Stambule. Uznał, że może przekonać inkwizycję o swojej niewinności i wyjechał do Włoch, gdzie natychmiast został aresztowany. Tam odmówił podpisania obciążającego go oświadczenia. Z pomocą wpływowych przyjaciół uciekł z więzienia, co przyniosło mu dużą sławę. Jednakże szybko został rozpoznany w Wenecji, ponownie aresztowany i wysłany do Rzymu do siedziby inkwizycji.
11 sierpnia 1559 rozpoczął się jego proces w dominikańskim kościele klasztornym w Rzymie. Oskarżono go o 23 wykroczenia przeciwko katolickim dogmatom. Jego wina według inkwizytorów była oczywista i groziło mu spalenie na stosie.
Od wyroku skazującego i spalenia uwolniły go zamieszki, które wybuchły w Rzymie po śmierci niepopularnego papieża Pawła IV. Tłum zaatakował i podpalił również siedzibę inkwizycji, na skutek pożaru obciążające Paleologa dokumenty zostały zniszczone, a on sam został uwolniony przez uczestników zamieszek.

### Uciekinier
Po uwolnieniu  Paleolog zniknął na dwa lata, ponownie pojawił się dopiero w 1562 w Poissy (Francja). Zdecydował się uczestniczyć w soborze trydenckim, ponieważ wierzył, że może przekonać papieża i katolickie duchowieństwo do zawarcia kompromisu i tolerowania nowych wyznań protestanckich.
Tam papiescy delegaci nie chcieli go wysłuchać, ale zaproponowali  mu sekretną pokutę i powrót do katolicyzmu, jednak Paleolog odmówił.
Paleolog ponownie znalazł się w śmiertelnym niebezpieczeństwie, jednak znowu udało mu się uciec i niedługo potem pojawił się w Pradze – ówczesnej siedzibie cesarza Świętego Cesarstwa Rzymskiego. Tam inkwizycja była już powiadomiona o przyjeździe „heretyka” i Paleolog musiał uciec jeszcze raz, tym razem do luterańskiej Saksonii. W Lipsku ubiegał się o posadę wykładowcy, ale luteranie obawiali się jego unitariańskich poglądów.
W 1564 otrzymał oficjalny azyl i status uchodźcy w Pradze, będącej tymczasowo we władzy husytów. Tam poślubił czeską dziewczynę o imieniu Kuthen (Kuta?), w ten sposób ostatecznie zrywając śluby zakonne.
Jego biegła znajomość greki i języka tureckiego pozwoliła mu otrzymać stanowisko dyplomaty  w cesarskim urzędzie ds. Wschodu. Podczas siedmioletniego pobytu w Pradze nawiązał rozległe kontakty z radykalnymi antytrynitarzami w Czechach (Bracia czescy) i Polsce (Bracia polscy).
Jego karierę zakończył wybór w 1566 Michele Ghislieriego, kierującego dotychczas inkwizycją, na papieża. Już jeden z jego pierwszych aktów jako papieża zawierał żądanie ekstradycji Paleologa. 30 marca 1571 Paleolog został zaaresztowany, po czym spędził cztery miesiące w lochu praskim. Jednakże uciekł kolejny raz, sprzedał swój dom, pobrał ostatnią pensję i wyjechał tym razem do Polski.

#### W Polsce
Paleolog był przekonany, że znana z tolerancji religijnej Rzeczpospolita Obojga Narodów udzieli mu dożywotniego schronienia. Zamieszkał w Krakowie i przyłączył się do tamtejszego zboru braci polskich.
Korzystając z liberalnego polskiego prawa do naturalizacji, stał się poddanym polskim, znanym jako Jakub Paleolog. W Krakowie skontaktował się z Andrzejem Dudyczem, innym naturalizowanym Polakiem, dawnym katolickim biskupem Peczu na Węgrzech, który również popierał doktrynę braci polskich. Paleolog uczestniczył aktywnie w debatach religijnych braci polskich. Walczył z ekstremistycznymi poglądami (zakaz własności prywatnej, służby wojskowej i obejmowania urzędów państwowych), utrzymując, że są to poglądy przesadne. Próbował przekonać swoich współwyznawców, że walka w słusznej sprawie jest uzasadniona.
Wydał traktat w języku polskim Zdanie o wojnie. Grzegorz Paweł z Brzezin energicznie odparł jego twierdzenia w łacińskim traktacie Adversus Jacobi Palaeologi de bello sententiam Gregorii Pauli Responsio.
Jednakże wiele lat później, m.in. pod wpływem nawróconego spolonizowanego austriackiego barona Johanna Ludwiga Wolzogena, zwolennicy pacyfizmu chrześcijańskiego ostatecznie wygrali w tej debacie, pomimo że koncepcja ta była trudna do realizacji w obliczu nacisków ze strony polsko-litewskiego państwa, ciągle zamieszanego w wojny z sąsiednimi krajami.
Innym tematem niezgody z braćmi polskimi był związek Paleologa z judaizantami, którzy głosili potrzebę silniejszych więzów z judaistyczną tradycją w chrześcijaństwie.

#### W Siedmiogrodzie
Ponieważ pozycja Paleologa wśród braci polskich osłabła, zdecydował się wyjechać ze swoją rodziną do Klausenburga (obecnie Cluj-Napoca w Rumunii). Pobyt tam wykorzystał na napisanie większości swoich zachowanych dzieł. Dał w nich wyraz swoim bliskim więzom religijnym z judaizmem, które umocnił prawdopodobnie podczas swojego pobytu w Stambule.
Kiedy książę Stefan Batory został władcą Siedmiogrodu, nastąpił kres tolerancji religijnej dla unitarian. Paleolog powrócił do bardziej tolerancyjnego Krakowa.

#### W Czechach
Na nieszczęście dla Paleologa, Batory wkrótce został królem Polski i wprowadził politykę represji przeciwko braciom polskim i innym religijnym dysydentom.
Ponownie Paleolog i jego rodzina musieli uciec, tym razem do Czech, gdzie przyjął ich dawny czeski przyjaciel Jetřich z Kunovic. Paleolog pozostał w Czechach pięć lat.
Jednak kiedy jego bliski przyjaciel i współpracownik unitarianin Ferenc Dávid został osądzony za herezję i zmarł w więzieniu, Paleolog opublikował płomienną obronę swojego przyjaciela, oskarżając sędziów o to, że nie potrafili dostrzec prawdziwego chrześcijanina w jego osobie, ani docenić wiary tego świątobliwego starca.
Publikacja ta stała się dla inkwizycji koronnym dowodem herezji Paleologa.

### Ostatni proces i egzekucja
Opiekun Paleologa – Jetřich – został zmuszony do wydania Paleologa biskupowi Ołomuńca. Paleolog został zaaresztowany w miejscowości Loučka koło Zlina, następnie wywieziony do Wiednia i stamtąd do Rzymu.
Aby uniemożliwić mu kolejną ucieczkę (z których Paleolog był szeroko znany), więzień został skuty łańcuchem, z rękami skrępowanymi za szyją i zamknięty w żelaznej klatce. Podróż do Rzymu w takich warunkach trwała trzy miesiące. Po przybyciu Paleolog był obwożony w tej klatce po ulicach Rzymu.
Rozprawa odbywała się w tym samym dominikańskim kościele, który był miejscem jego pierwszego procesu. Uznano go za „upartego heretyka-recydywistę” i skazano na spalenie żywcem.
W lutym 1582 był już prowadzony na miejsce kaźni, jednak kolejny raz uniknął śmierci. Poprosił, aby termin jego stracenia został odłożony, ponieważ zastanawia się nad powrotem do katolicyzmu.
Dominikanie postanowili, że papież osobiście powinien wydać orzeczenie w sprawie Paleologa, tak więc Paleolog  ponownie trafił do więzienia. Chociaż żadne przekazy nie potwierdzają, aby podczas dwóch lat spędzonych w więzieniu Paleolog wyrzekł się swojej wiary, papież postanowił jednak, że Paleologowi można pozwolić na honorowe, prywatne stracenie.
25 maja 1585 Jakub Paleolog został ścięty na dziedzińcu więzienia Torre di Nona w Rzymie. Jego ciało zostało przewiezione na Campo de’ Fiori, tam spalone na stosie, a popioły wrzucone do rzeki Tyber.

## Podsumowanie
Jakub Paleolog był jedynym Grekiem wśród szesnastowiecznych unitariańskich reformatorów religijnych. Jego życie i działalność są wyjątkowo dobrze udokumentowane dzięki źródłom antytrynitarskim i katolickim. Podczas swoich licznych podróży dużo pisał, poglądy swoje rozgłaszał również ustnie. Przyczynił się do rozwinięcia doktryny antytrynitarskiej w Europie Środkowej, uczestnicząc w wielu kluczowych dla niej debatach. Pomimo że był bardzo kontrowersyjny, oceniany jest dzisiaj jako wybitny chrześcijanin i utalentowany intelektualista.